# Pöschl
Pöschl is een bedrijf in Geisenhausen nabij Landshut (Beieren) dat snuiftabak maakt. Het bedrijf werd gesticht door koopman Alois Pöschl op kerstavond 1902 als Brasiltabakfabrik A. Pöschl & Cie. Zijn compagnon, Max Ebenherr, verliet na korte tijd het bedrijf.
De meeste Beierse snuiftabakfabrikanten hebben een historie die terug te voeren is op 18e-eeuwse fabriekjes. Dit gaat dus niet op voor Pöschl. Maar Pöschl bestaat ook al weer heel lang en is (onder andere door een betere marketing) een heel grote speler in deze markt geworden. Zo heeft het bedrijf producten benoemd voor specifieke doelgroepen. Er is een Bayern München FC Bayern-snuiftabak en een Glück-Auf-snuiftabak, gericht op mijnwerkers.
Ook worden door dit bedrijf de verpakkingen en smaken doorlopend gemoderniseerd.
Beierse snuiftabakken heten Schmalzler (van smelten van vet) omdat er vet uit spek of uit geklaarde boter werd toegevoegd. Dit werkt als een middel om vocht vast te houden. Omdat het niet ethisch werd gevonden om kostbare voedingsvetten aan een genotsmiddel toe te voegen werd dit gebruik van voedingsvet verboden. Daarom gingen de tabaksfabrikanten over tot het toevoegen van vaseline-olie.
Andere fabrikanten van Schmalzler-snuiftabak zijn Bernard Schnupftabak GmbH in Regensburg (Beieren) en Sternecker uit Straubing. De laatste verkocht ook een variant waarbij de consument zelf de vetstof moest toevoegen. Sternecker (een eenmansbedrijf) is in 2017 opgehouden te bestaan.